# 尖葉狸藻
尖葉狸藻（學名：Utricularia subulata），又称锥形狸藻，锯齿狸藻，為狸藻屬一年生小型陸生食虫植物。其种加词“subulata”来源于拉丁文“subula”，意为“锥子”，指其花冠距为锥形。尖葉狸藻是狸藻屬中最廣泛分布的物種，幾乎遍佈於泛熱帶地區。
花冠黃色，需透過低溫刺激，春季回溫時才能长出花苞，否则将產生閉鎖花。相較於其它狸藻，尖葉狸藻蔓延的速度快，強勢的繁殖力不亞於禾葉狸藻（U. graminifolia），應避免植株擴散到尚未分布的野外地區，以免其他品種的狸藻勢必無法與本種競爭而逐漸消逝。

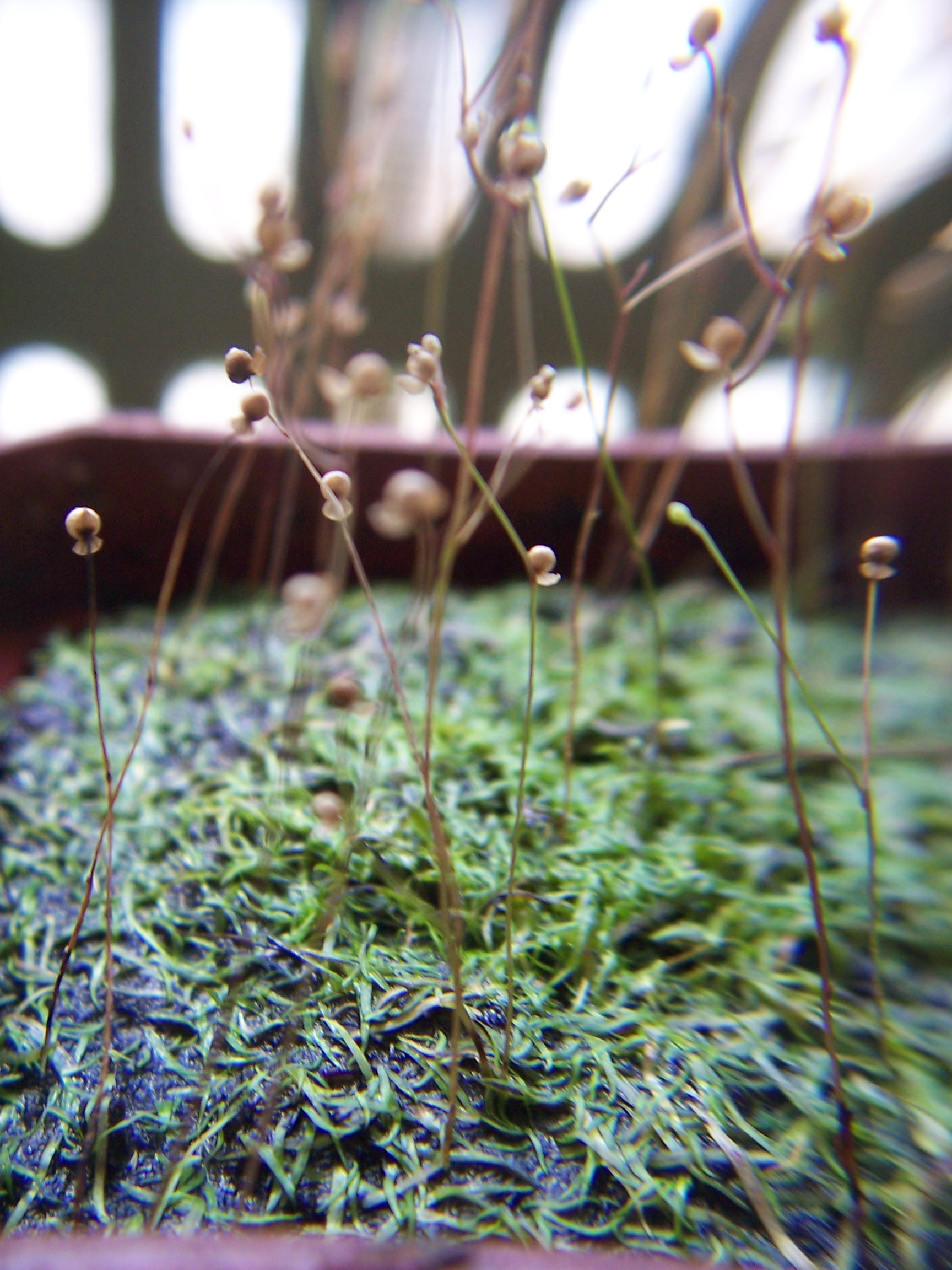
閉鎖花
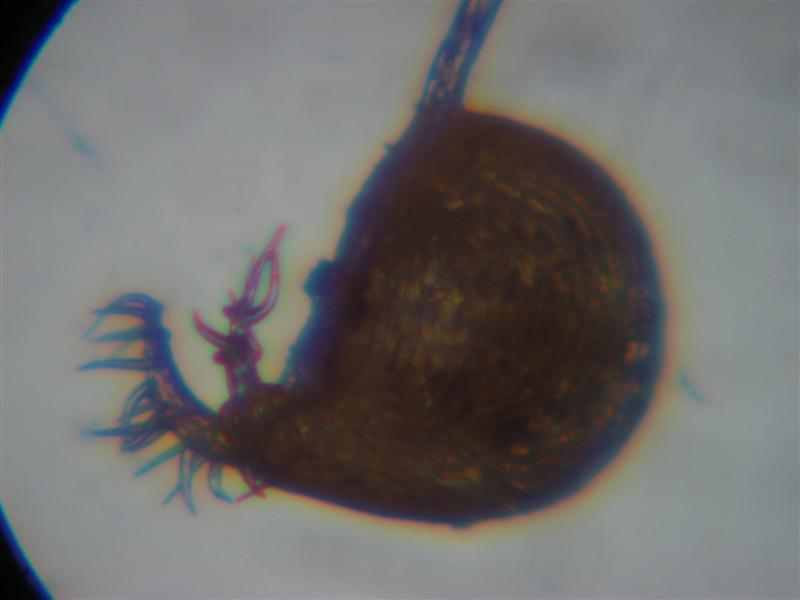
捕蟲囊
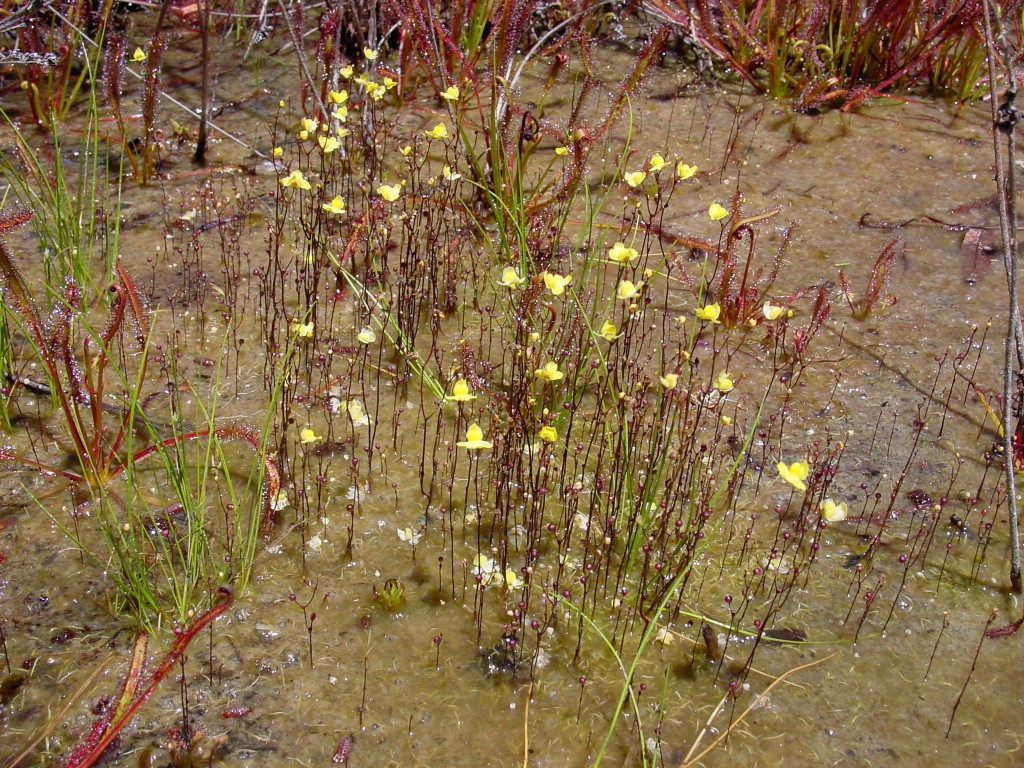
加州門多西諾縣的歸化种群

## 外部連結
- 食虫植物照片搜寻引擎中尖葉狸藻的照片 （页面存档备份，存于）
- Utricularia subulata （页面存档备份，存于） in Brunken, U., Schmidt, M., Dressler, S., Janssen, T., Thiombiano, A. & Zizka, G. 2008. West African plants - A Photo Guide.

 维基共享资源上的相關多媒體資源：尖葉狸藻
 維基物種上的相關：尖葉狸藻